# Cantón de Boos
El cantón de Boos era una división administrativa francesa, que estaba situada en el departamento de Sena Marítimo y la región de Alta Normandía.

## Composición
El cantón estaba formado por quince comunas:
- Amfreville-la-Mi-Voie
- Les Authieux-sur-le-Port-Saint-Ouen
- Belbeuf
- Bonsecours
- Boos
- Franqueville-Saint-Pierre
- Fresne-le-Plan
- Gouy
- Le Mesnil-Esnard
- Mesnil-Raoul
- Montmain
- La Neuville-Chant-d'Oisel
- Quévreville-la-Poterie
- Saint-Aubin-Celloville
- Ymare

## Supresión del cantón de Boos
En aplicación del Decreto n.º 2014-266 de 27 de febrero de 2014, el cantón de Boos fue suprimido el 22 de marzo de 2015 y sus 15 comunas pasaron a formar parte; ocho del nuevo cantón de Darnétal y siete del nuevo cantón de Le Mesnil-Esnard.